# Tahirli (Cəlilabad)
Tahirli è un comune dell'Azerbaigian situato nel distretto di Cəlilabad. Conta una popolazione di 367 abitanti.